# Bella y Bestia (telenovela de 1979)
Bella y Bestia es una telenovela mexicana de Televisa producida por Ernesto Alonso en 1979. Fue protagonizada por Tina Romero.

## Sinopsis
Una serie de monstruosos asesinatos en los que las víctimas aparecían destrozadas con lujo de violencia y que eran cometidos por la persona menos pensada. 

## Elenco
- Tina Romero es Linda Jackson.
- Frank Moro es Angus.
- Carlos Ancira es Shanon.
- Bertha Moss es Cristina.
- Fernando Luján es Alfred.
- María Eugenia Ríos
- Sergio Jiménez es Phillip.
- Ignacio Rubiely
- Frank Aguilar